# Xã Cambria, Quận Saline, Kansas
Xã Cambria (tiếng Anh: Cambria Township) là một xã thuộc quận Saline, tiểu bang Kansas, Hoa Kỳ. Năm 2010, dân số của xã này là 433 người.